# Подгруппа бора
Подгру́ппа бо́ра — химические элементы 13-й группы периодической таблицы химических элементов (по устаревшей классификации — элементы главной подгруппы III группы).
В группу входят бор B, алюминий Al, галлий Ga, индий In, таллий Tl и радиоактивный Нихоний Nh.. Все элементы данной подгруппы, за исключением бора, металлы.

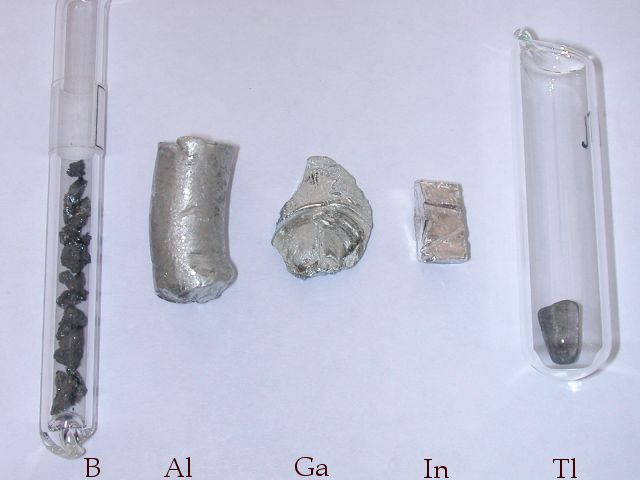
Коллекция химических элементов подгруппы бора

| Свойства\ элементы                   | B         | Al        | Ga           | In           | Tl          |
| ------------------------------------ | --------- | --------- | ------------ | ------------ | ----------- |
| Порядковый номер                     | 5         | 13        | 31           | 49           | 81          |
| Валентные электроны                  | 2s22p1    | 3s23p1    | 4s24p1       | 5s25p1       | 6s26p1      |
| Энергия ионизации атома R → R3+, эB  | 71,35     | 53,20     | 57,20        | 52,69        | 56,31       |
| Относительная электроотрицательность | 2,01      | 1,47      | 1,82         | 1,49         | 1,44        |
| Степень окисления в соединениях      | +3, 0, −3 | +3, 0, +3 | 0, (+1), +3, | 0, (+1), +3, | 0, +1, (+3) |
| Радиус атома, нм                     | 0,091     | 0,143     | 0,139        | 0,116        | 0,171       |

## Элементы подгруппы

### Бор
| 5           | Бор |
| B10.81      |     |
| 1s² 2s² 2p¹ |     |

Бор (B, лат. borum) — химический элемент 3-й группы, второго периода периодической системы с атомным номером 5. Бесцветное, серое или красное кристаллическое либо тёмное аморфное вещество. Известно более 10 аллотропных модификаций бора, образование и взаимные переходы которых определяются температурой, при которой бор был получен.

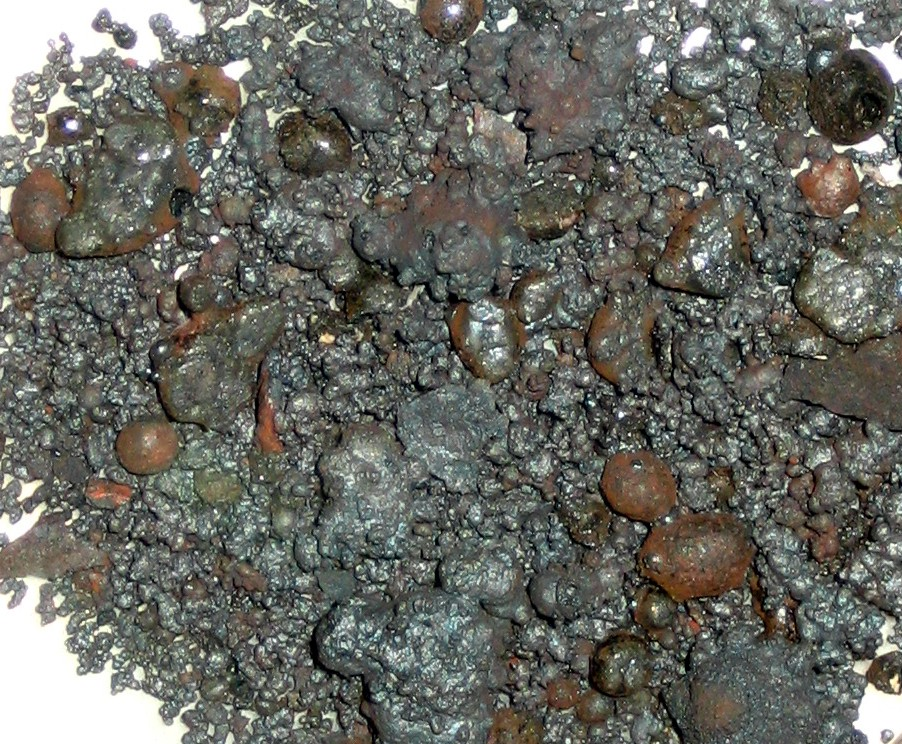
Бор

Чрезвычайно твёрдое вещество (уступает только алмазу, нитриду бора (боразону), карбиду бора, сплаву бор-углерод-кремний, карбиду скандия-титана). Обладает хрупкостью и полупроводниковыми свойствами (широкозонный полупроводник). У бора — самый высокий предел прочности на разрыв 5,7 ГПа.
В природе бор находится в виде двух изотопов 10В (19,8 %) и 11В (80,2 %). Кроме двух стабильных, известно ещё 12 радиоактивных изотопов бора, из них самым долгоживущим является 8В с периодом полураспада 0,77 с. Все изотопы бора возникли в межзвёздном газе в результате расщепления тяжелых ядер космическими лучами, или при взрывах сверхновых.
По многим физическим и химическим свойствам неметалл бор напоминает кремний. Химически бор довольно инертен и при комнатной температуре взаимодействует только со фтором. Бор (в виде волокон) служит упрочняющим веществом многих композиционных материалов. Нитрид бора (боразон) подобен (по составу электронов) углероду. На его основе образуется обширная группа соединений, в чём-то подобных органическим.

### Алюминий
| Al         | 13 |
| 26,981539  |    |
| [Ne]3s23p1 |    |
| Алюминий   |    |

Алюминий — лёгкий металл серебристо-белого цвета. Отличается высокой тепло- и электропроводностью. Плотность — 2,7 г/см³.

### Галлий
| Ga             | 31 |
| 69,723         |    |
| [Ar]3d104s14p1 |    |
| Галлий         |    |

Галлий — лёгкий металл серебристо-белого цвета. Плотность в твёрдом состоянии — 5,904 г/см³, в жидком — 6,095 г/см³.

### Индий
| In             | 49 |
| 114,818        |    |
| [Kr]4d105s25p1 |    |
| Индий          |    |

Индий — лёгкий металл серебристо-белого цвета. Очень пластичный. Одно из самых мягких металлических простых веществ.

### Таллий
| Tl                 | 81 |
| 204,3833           |    |
| [Xe]4f145d106s26p1 |    |
| Таллий             |    |

Таллий — тяжёлый металл бело-голубого цвета. Очень мягок. По некоторым химическим свойствам напоминает щелочные металлы. .

### Нихоний
| Nh                 | 113 |
| (284)              |     |
| [Rn]5f146d107s27p1 |     |
| Нихоний            |     |

Нихоний (унунтрий или эка-таллий) — 113-й химический элемент III группы периодической системы, атомный номер 113, атомная масса [284], наиболее устойчивый изотоп 284Nh.